# Schabernack (Schöllkrippen)
Schabernack ist ein Gemeindeteil des Marktes Schöllkrippen im unterfränkischen Landkreis Aschaffenburg in Bayern.

## Geografie
Die Einöde Schabernack liegt im Kahlgrund im Höllenbachtal am Reuschberg auf 325 m ü. NHN zwischen Vormwald und dem Röderhof auf der Gemarkung von Schöllkrippen. Das Gehöft befindet sich direkt an der Grenze zum gemeindefreien Gebiet Schöllkrippener Forst. An Schabernack führt der Degen-Weg vorbei.

## Name
Der Name Schabernack geht aus den alten Wörtern schabe und nack hervor, was den Bergrücken abgraben bedeutet. Er hat nichts mit einem Streich zu tun.

## Geschichte
Schabernack wurde 1425 erstmals erwähnt. 1570 wurde dort das Kupferbergwerk Grube Schabernack errichtet. Im Jahre 1748 wurde der Hof neu aufgebaut.